# Valley View (comté de Schuylkill, Pennsylvanie)
Valley View est une census-designated place située dans le comté de Schuylkill, dans l’État de Pennsylvanie, aux États-Unis. Lors du recensement de 2020, elle compte 1 595 habitants.